# Stadtbus Winterthur

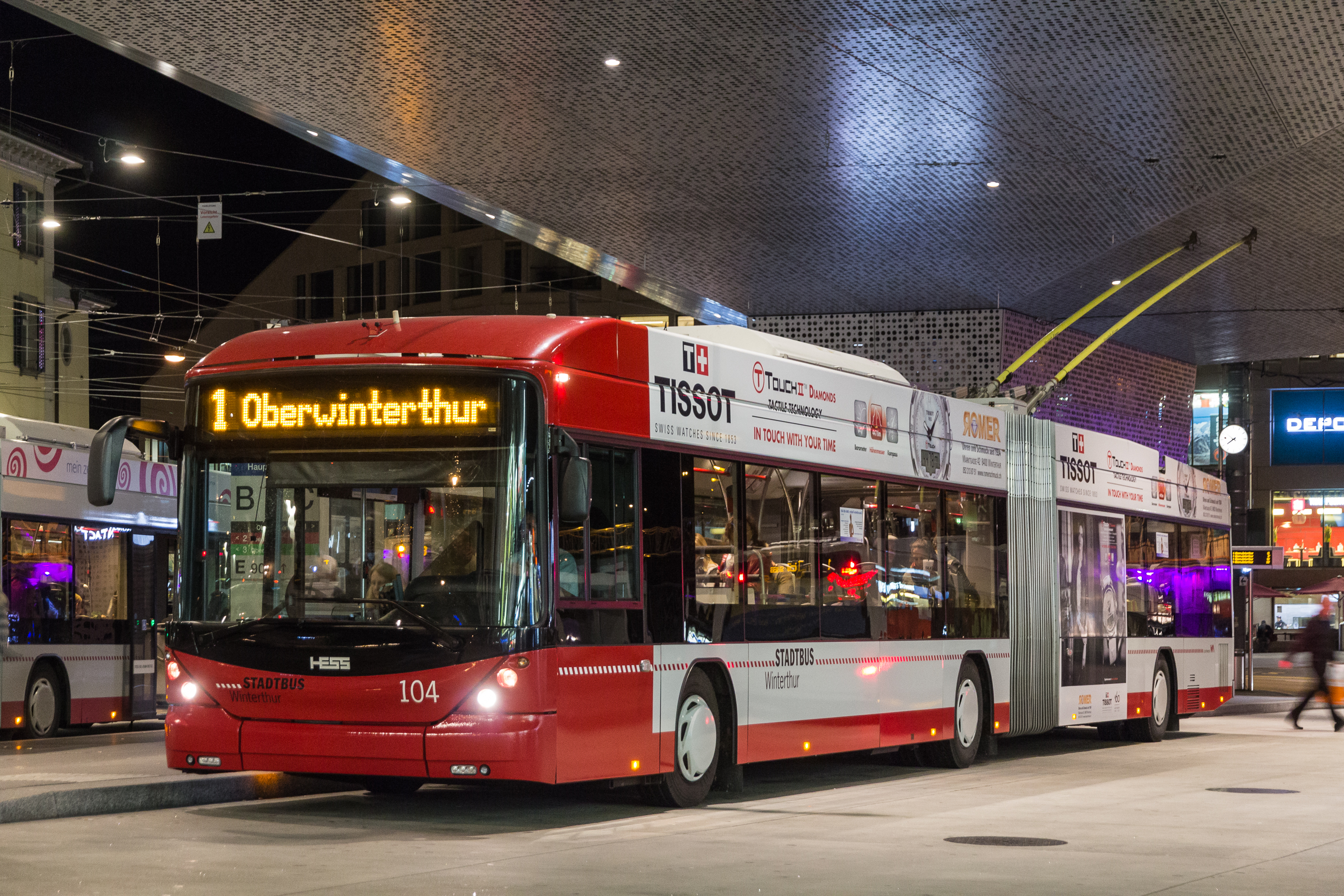
Trolleybus Hess alla stazione degli autobus Bahnhofplatz di Winterthur

La Stadtbus Winterthur è l'azienda svizzera che svolge il servizio di trasporto pubblico nella città di Winterthur e nel suo circondario, sostituendo dal giugno 2004 la precedente e storica "Winterthurer Verkehrsbetriebe" (WV).

## Esercizio
L'azienda gestisce 12 linee urbane (3 filovie e 9 autolinee), 6 notturne e 10 regionali.

## Parco aziendale
La flotta è costituita da 31 filosnodati, da 30 autobus e da 31 autosnodati con la caratteristica livrea bianco-rossa.

## Sede legale
La sede è a Winterthur in Tösstalstrasse 86.